# Mieczysław Długoborski

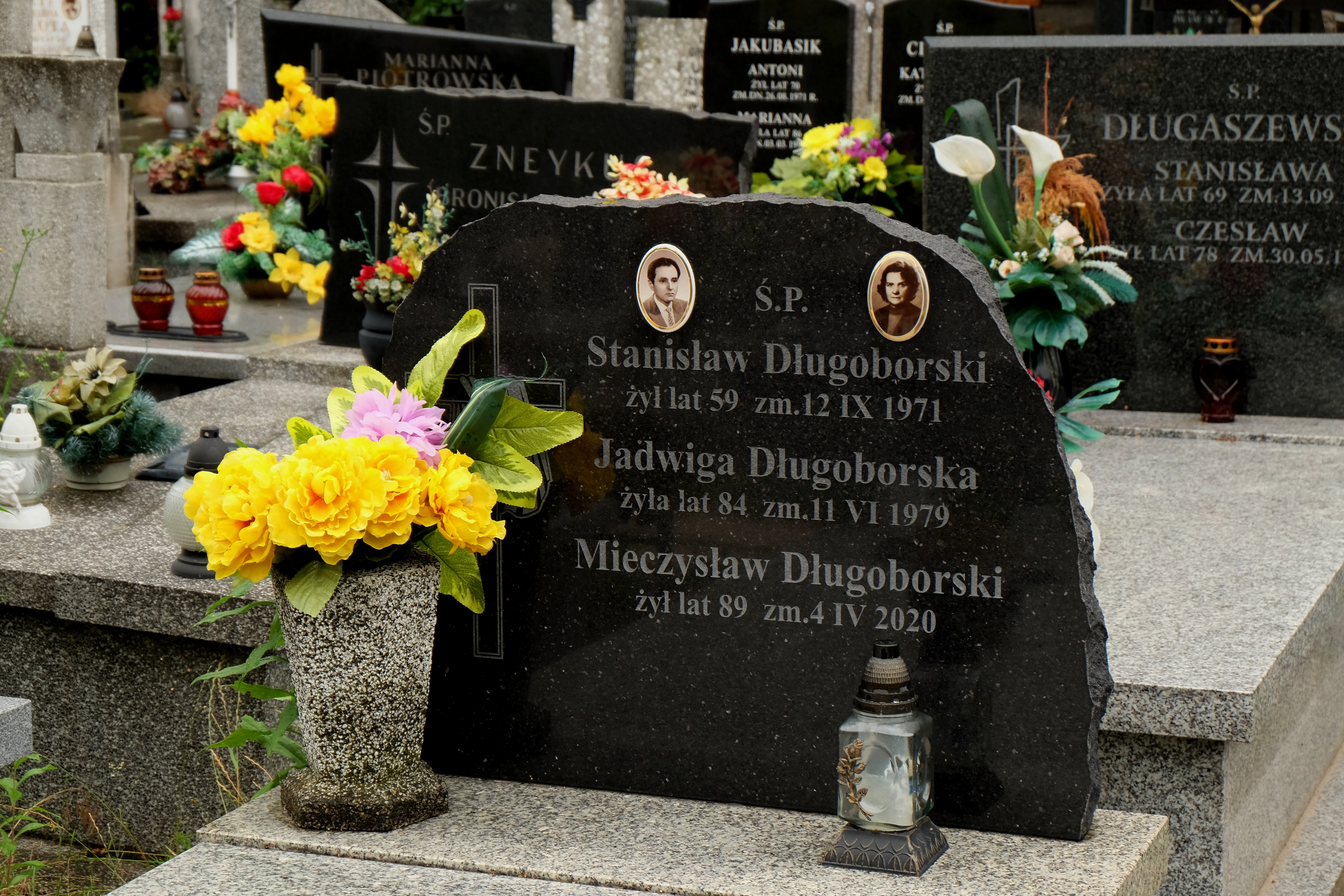
Grób Mieczysława Długoborskiego na cmentarzu parafialnym w Pruszkowie

Mieczysław Długoborski (ur. 10 stycznia 1931 w Pruszkowie, zm. 4 kwietnia 2020) – polski lekkoatleta, olimpijczyk, medalista mistrzostw Polski.
Startował w biegach średniodystansowych. Wystąpił na igrzyskach olimpijskich w 1952 w Helsinkach, gdzie odpadł w eliminacjach biegu na 1500 m. 
Na mistrzostwach Polski seniorów na otwartym stadionie zdobył dwa medale: srebrny w sztafecie 4 × 400 metrów w 1952 i brązowy w sztafecie 3 × 1000 metrów w 1949. Indywidualnie najlepsze miejsce osiągnął w 1952, zajmując 7. miejsce w biegu na 1500 metrów. W halowych mistrzostwach Polski seniorów wywalczył dwa srebrne medale w sztafecie 3 × 800 metrów: w 1951 i  1954. 
Rekordy życiowe:
- bieg na 800 m - 1:54,2 (14.06.1953)
- bieg na 1500 m - 3:53,4 (28.06.1952)

Startował w barwach Spójni Wrocław (1949-1950), Gwardii Warszawa (1951-1952) i Polonii Warszawa (1953-1954). W 1951 ukończył kurs trenerski Pracował jako trener w Gwardii Warszawa (1951) i Polonii Warszawa (1952-1982). 
Pochowany został w grobie rodzinnym na cmentarzu parafialnym w Pruszkowie (aleja W, rząd I, miejsce 25).